# Florian Moysich
Florian Moysich (* 10. Mai 1980) ist ein ehemaliger deutscher Basketballspieler. Er spielte für die BG Karlsruhe in der Basketball-Bundesliga sowie für mehrere Vereine in der zweiten Liga.

## Karriere
Moysich spielte für den SSC Karlsruhe, 2000 wechselte er zur BG Karlsruhe. 2002 wurde Moysich deutscher Basketball-Hochschulmeister. Mit der BG stieg er 2003 als Meister der 2. Basketball-Bundesliga in die Basketball-Bundesliga (BBL) auf und verzeichnete in der Saison 2003/04 zwölf BBL-Einsätze.
2004 wechselte er zum 1. FC Kaiserslautern in die zweite Liga. Nach zwei Jahren bei dem pfälzischen Klub verstärkte er jeweils eine Saison lang zwei weitere Zweitligavereine, Union Shops Rastatt und München Basket.
2008 ging Moysich zum SC Rist Wedel in die 1. Regionalliga und führte die Norddeutschen 2009 als Spielmacher zum Gewinn der Meisterschaft in der Nordstaffel. Nach erfolgtem Aufstieg in die 2. Bundesliga ProB spielte er für Wedel in der dritten Liga bis Ende des Jahres 2012 und beendete dann seine Leistungssportkarriere. Im Amateurbereich spielte er anschließend in unteren Herrenmannschaften des Eimsbütteler TV sowie ebenfalls für die Alten Herren des Hamburger Vereins.